# Fageibiantes
Fageibiantes – rodzaj kosarzy z podrzędu Laniatores i rodziny Biantidae. Gatunkiem typowym jest Fageibiantes bicornis.

## Systematyka
Opisano dotychczas dwa gatunki z tego rodzaju:
- Fageibiantes bicornis (Fage, 1946)
- Fageibiantes  bispina (Lawrence, 1959)